# Confederazione Italiana Lavoratori Liberi
Die Confederazione Italiana Lavoratori Liberi (CONF.ILL, italienischer Bund freier Arbeiter) ist eine Mitgliedsorganisation des Bundes europäischer nicht-sozialistischer Gewerkschaftsbünde CESI. Die CONF.ILL ist kein Gewerkschaftsbund im juristischen Sinne, hat aber in Italien etwa 200.000 Mitglieder.

## Weblink
- Offizielle Website, abgerufen am 17. März 2013